# Placynthiaceae
Famille
Les Placynthiaceae sont une famille de champignons ascomycètes. Ce sont des cyanolichens, c'est-à-dire des champignons lichénisés associés à des cyanobactéries. Le thalle est typiquement encroûtant ou squamuleux. La famille ne comporte actuellement qu'une trentaine d'espèces réparties en 7 genres, surtout représentés dans les régions tempérées,.

## Liste des genres
Selon Outline of Ascomycota—2009 :
- Austrella
- Koerberia
- Leptochidium
- Placynthiopsis
- Placynthium
- Polychidium
- Vestergrenopsis